# Stade Arcul de Triumf
Le stade Arcul de Triumf est un stade multi-usages situé à Bucarest en Roumanie. Il est principalement utilisé pour les matchs de rugby à XV. Il est également le stade de l'équipe nationale de Roumanie pour la plupart des matchs internationaux. Le stade a été rénové et agrandi dans l'intervalle 2008-2013, puis totalement reconstruit en 2020.

## Histoire
Le stade, dont la construction a débuté en juin 1913, est inauguré le 9 mars 1914 lors d'une rencontre opposant le Sporting Club au Tenis Club Român (le Sporting gagne le match sur le score de 10 à 3). Quelques jours après, le 30 mars, le TCR București remporte le titre face au Sporting Club sur la marque de 6 à 3, devenant ainsi le 1er Champion de Roumanie de rugby à XV.
En juillet 2018, il est annoncé que le stade va être rénové et agrandit, étant inclus dans le projet de modernisation des stades en vue de l'accueil du Championnat d'Europe de football 2020. Les travaux sont terminés en décembre 2020. Le stade a désormais une capacité de 8207 places assises, dont 100 places réservées aux personnes à mobilité réduite. Il est équipé d'une pelouse hybride chauffante. Y sont aussi ajoutés des salles pour les médias (salle de presse et zone d'interview), des salons VIP, un centre de récupération sportive avec spa et médecine du sport, des espaces administratifs et un hôtel. Le stade sera homologué Catégorie 4 par l'UEFA, et pourra accueillir des compétitions nationales et internationales de rugby. La construction a coûté 36,926,880 €,.